# Drygalski-Gletscher (Antarktika)
Der Drygalski-Gletscher ist ein breiter, rund 30 km langer Gletscher im Grahamland auf der Antarktischen Halbinsel. Er fließt vom Herbert-Plateau in südöstlicher Richtung bis zur Nordenskjöld-Küste, wo er zwischen dem Richard Knoll im Norden und dem Sentinel-Nunatak im Süden in die Solari Bay mündet. 
Entdeckt wurde er im Jahr 1902 während der Schwedischen Antarktisexpedition (1901–1903) unter der Leitung des schwedischen Polarforschers Otto Nordenskjöld. Benannt ist er nach dem deutschen Polarforscher Erich von Drygalski (1865–1949), der zeitgleich die Gauß-Expedition (1901–1903) nach Kaiser-Wilhelm-II.-Land leitete.